# Vladimír Jarý
Vladimír Jarý, češkoslovaški rokometaš, * 2. januar 1947.
Leta 1972 je na poletnih olimpijskih igrah v Münchnu v sestavi češkoslovaške rokometne reprezentance osvojil srebrno olimpijsko medaljo.
Udeležil se je tudi poletnih olimpijskih igrah leta 1976 v Montrealu, kjer je češkoslovaška rokometna reprezentanca osvojila sedmo mesto.